# Мозель (департамент)
Мозе́ль (фр. Moselle) — департамент на северо-востоке Франции, один из департаментов региона Гранд-Эст (бывший Эльзас — Шампань — Арденны — Лотарингия, а до этого — Лотарингия). Порядковый номер — 57. Административный центр (префектура) — Мец. Население — 1 066 667 человек (20-е место среди департаментов, данные 2010 г.).

## География
Площадь территории — 6216 км². Через департамент протекают реки Мозель, Саар, Сейль.
Департамент включал 9 округов (Буле-Мозель, Мец-Виль, Мец-Кампань, Сарбур, Саргемин, Тьонвиль-Уэст, Тьонвиль-Эст, Шато-Сален, Форбак), 51 кантон и 730 коммун. В результате административной реформы с марта 2015 года количество округов сократилось до 5:
- Мец — 143 коммуны;
- Сарбур — Шато-Сален — 230 коммун;
- Саргемин — 83 коммуны;
- Тьонвиль — 105 коммун;
- Форбак — Буле-Мозель — 169 коммун.

## История
Мозель — один из первых 83 департаментов, образованных во время Великой французской революции в марте 1790 г. Возник на территории бывшей провинции Лотарингия. Название происходит от реки Мозель. В 1793 г. Франция присоединила к своей территории ряд областей, прежде входивших в состав Священной Римской империи, однако в 1814 г., после поражения Наполеона, почти все завоеванные земли отошли к германскому государству.

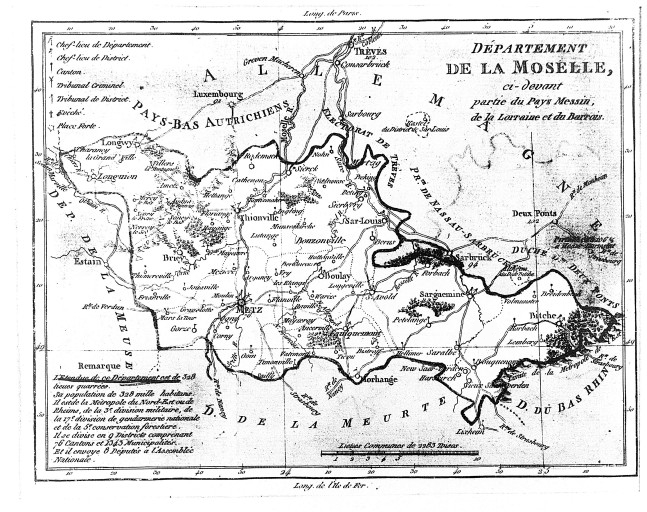
1790—1793

## Этнография
До середины XX века Мозель распадался на две отличные культурно-языковые зоны — германскую и романскую. Мозельская языковая граница стала объектом изучений многих лингвистов и этнографов. В настоящее время практически исчезла.

## Экономика
В городе Аянж расположен завод по производству рельсов Saarstahl Rail.

## Список археологических мест
- Мец — древний Диводур